# Мекленбурги
Мекленбу́рги (нім. Mecklenburg) — німецький шляхетський рід із Померанії західнослов'янського походження. Також династія князів, що правили Західною Померанією у 1121—1918 роках й були васалами Священної Римської імперії. Історичний центр — Мекленбург. Заснована Ніклотом, князем ободритів. Мала тісні шлюбні зв'язки із західнослов'янськими династіями — померанськими Грифичами та сілезькими П'ястами. У середньовічі розкололася на декілька гілок родоводу, найбільшими з яких були Мекленбург-Шверінська й Мекленбург-Штреліцька. Представники цієї династії правили також в Швеції, Росії та Нідерландах. Інші назви — Ободрити (нім. Obodriten), Ободритська династія, Мекленбурзька династія, Мекленбурзький дім, Ніклотичі, Ніклотинги.
З 2001 р. головою династичного Будинку Мекленбургів є Юрій Борвін Мекленбурзький.

## Герби

Ободритські князі
Мекленбург-Гюстров
Мекленбург-Шверін
Мекленбург-Штреліц
Мекленбург

## Предки
Згідно Маршалка, Мекленбурги своїм корінням сягали III ст. до н.е. часу вандальського короля Антура (Антіру).
Відомі з V ст. предки цієї династії:

- Вишеслав (477-486),
- Аларік (486-507);
- Альберік (517-590);
- Іоганес (590-630);
- Радегаст (630-664);
- Вишеслав (664-700);
- Орітберт I (700-724);
- Орітберт II (724-747);
- Владдух (†772);
- Віцеслав (747-798);
- Драгомир (798-809);
- Славомир (809-821);
- Челодраг (821-830);
- Годемисл (Гостомисл) (830-844);
- Добемисл (Добромисл) (844-861);
- Мстивой I (861-865?);
- Орітберт III (869-888);
- Вишеслав (888-934);
- Білунг (934-986);
- Мечислав (983-1018);
- Стоїгнев 955;
- Мстивой II (?960-1025);
- Удо 1025;
- Годослав (?-1067);
- Будий (1066-1067);
- Генріх (1096-1122);
- Святополк (1122-1135);
- Прибислав I (1135-1146);
- Ніколот (1140-1167);
- Прибислав II (1167-1171\1178?), котрий став родоначальником герцогів Мекленбургських.

## Мекленбург-Гюстров
І
- Альберт VII Красивий (1486—1547) — герцог Мекленбург-Гюстрова.

ІІ
- Анна Мекленбург-Гюстровська (1533—1602) — донька Альберта. ∞ 1566: Готтгард Кеттлер (1517—1587).